# Anthocercis viscosa
Anthocercis viscosa là loài thực vật có hoa trong họ Cà. Loài này được R.Br. mô tả khoa học đầu tiên năm 1810.